# Judo aux Jeux africains de 1978
Navigation
Édition précédente Édition suivante
La 3e édition du  Judo aux Jeux africains  a été disputée à Alger  à la salle omnisports Harcha et a comporté  8 épreuves avec l’introduction de deux autres poids, le super-léger et mi-léger. L’Algérie s’est octroyé la moitié des titres.  

## Podiums
| Épreuves                          | Or                             | Argent                    | Bronze                                               |
| --------------------------------- | ------------------------------ | ------------------------- | ---------------------------------------------------- |
| Moins de 60 kg poids super-légers | Ahmed Moussa, Algérie          | Bou Aidara, Sénégal       | Habib Dridi, Tunisie Bole, Côte d'Ivoire             |
| Moins de 66 kg poids mi-légers    | Saïd Lahcène, Algérie          | Hassen Ben Gamra, Tunisie | Said Sabi, Égypte Sasly, Maroc                       |
| Moins de 71 kg poids légers       | Djillali Ben Brahim, Algérie   | Belmahfoud, Maroc         | Nouoayi, Togo Lamine Wade, Sénégal                   |
| Moins de 78 kg poids mi-moyens    | Pascal Ouattara, Côte d'Ivoire | Iddedir, Maroc            | Kamel Imansouren, Algérie Ilyès Mahjoub , Tunisie    |
| Moins de 86 kg poids moyens       | Tahar Abbad, Algérie           | Mohamed Zouagh, Maroc     | Henri-Richard Lobe, Cameroun Mohamed Dione , Sénégal |
| Moins de 95 kg poids mi-lourds    | Ahmed Mahrous, Égypte          | Fodil Goumrassa, Algérie  | Essombo Ewane, Cameroun Abdoulaye Djiba, Sénégal     |
| Plus de 95 kg poids lourds        | Abdoulaye Koté, Sénégal        | Isidore Silas, Cameroun   | Mohamed Bellatar, Maroc Abdessalem Besbes, Tunisie   |
| Toutes catégories poids open      | Abdoulaye Koté, Sénégal        | Mohamed Bellatar, Maroc   | Isidore Silas, Cameroun Mahrous, Égypte              |

## Tableau des médailles
| Rang  | Nation        | Or | Argent | Bronze | Total |
| ----- | ------------- | -- | ------ | ------ | ----- |
| 1     | Algérie       | 4  | 1      | 1      | 6     |
| 2     | Sénégal       | 2  | 1      | 3      | 6     |
| 3     | Égypte        | 1  | 0      | 2      | 3     |
| 4     | Côte d'Ivoire | 1  | 0      | 1      | 2     |
| 5     | Maroc         | 0  | 4      | 2      | 6     |
| 6     | Cameroun      | 0  | 1      | 3      | 4     |
| 6     | Tunisie       | 0  | 1      | 3      | 4     |
| 8     | Togo          | 0  | 0      | 1      | 1     |
| Total | Total         | 8  | 8      | 16     | 32    |